# خرچنگ‌های پادراز
خرچنگ‌های پادراز (نام علمی: Palicoidea) نام یک بالاخانواده از subsection دیگرروزنان است.